# Kopócsy Judit
Kopócsy Judit (Debrecen, 1947. március 8. –) festőművész, textilművész.
Képei a titok metaforái.  – Szeifert Judit
Kopócsy Judit művei az örök tegnapról szólnak. – Szeifert Judit

## Életpályája
Képzőművészeti tanulmányait a Vasutas Képzőművészeti Körben kezdte, ahol Kling Györgytől tanult.
1970-75: között járt a Magyar Iparművészeti Főiskolára kárpitszövő szakára. Itt mesterei: Eigel István és Plesnivy Károly voltak.
Diplomázása után néhány évig szabadúszó volt, majd gobelinszövést tanított a Moholy-Nagy László Művészeti Körben (1978–81).
Tíz évvel később újra tanítani kezdett, rajzot és művészettörténetet, 1994-től a Kölcsey, majd 1997-től a Sylvester János Protestáns Gimnáziumban. Művészetterápiával is foglalkozott az Országos Ideg- és Elmegyógyintézetben. Később színtant, anatómiát és festést oktatott a THÉBA Művészeti Szakközépiskolában.
1995-től rendszeresen meghívott vendége a Hajdúsági Nemzetközi Művésztelepnek. A Magyar Festők Társaságának Archiválva 2007. szeptember 9-i dátummal a Wayback Machine-ben tagja.
Szelíden visszafogott, lírai művészete egyéni folytatása a vajdai örökségnek. Gyakran alkalmazza a kollázst és más vegyes grafikai, festészeti technikákat. Érzékeny színharmóniái mellett műveinek jellemző eleme a Klee által meghatározott ún. „sétáló vonal”.

## Társasági tagság
- Magyar Alkotóművészek Országos Egyesülete (MAOE)
- MKITSZ Magyar Festők Társasága
- Hajdúsági Nemzetközi Művésztelep

## Díjak
1996–2005
- A Magyar Festők Társasága díja (1996)
- I. Festészeti Triennálé díja (1997) Szekszárd
- A Nemzeti Kulturális Alap díja (2000)
- Eger Város Önkormányzata (Akvarell Biennálé)
- Salgótarjáni Tavaszi Tárlat nagydíja
- Hajdúsági Nemzetközi Művésztelep díja
- Balatonalmádi Város Önkormányzata díja

## Kiállítások

### Egyéni kiállítások (válogatott)
- 1981  Szinyei-Merse Terem, Szekszárd
- 1982  Ferencvárosi Pincetárlat
- 1986, 1994 – Duna Galéria
- 1998  Vigadó Galéria
- 1999  Eve Art Galéria
- 1999  Erdős Renée Ház
- 1999  Nógrádi Történeti Múzeum, Salgótarján (kamarakiállítás)
- 2000  K.A.S Galéria, Budapest
- 2004  Limes Galéria, Révkomárom (Szlovákia)
- 2004  Kamarakiállítás a XIX. Egri Akvarell Biennálén
- 2008  Csepel Galéria (Szarka Csillával)
- 2009 A Magyar Festők Társasága kollázs sorozata (7) - Kopócsy Judit kiállítása – Nyitott Műhely Galéria
- 2011 „Töredékegész” – Boltíves Galéria
- 2011 Barokk minimál – Levendula Galéria

### Csoportos kiállítások (válogatott)
- Salgótarjáni Rajzbiennálék
- Tavaszi Tárlatok
- Egri Akvarell Biennálék
- Esztergomi Pasztell Biennálék
- Szegedi Nyári Tárlatok
- „Élmény és eszmény” Gödöllői Királyi kastély (2001)
- „A lélek útja” – MAOE kiállítás, Vigadó Galéria (2003)
- „A töredék metaforái” – Vigadó Galéria (2003)
- „Időtlenség” – Balatoni Nyári Tárlat (2005)

### Művei közgyűjteményekben (válogatott)
- Déri Múzeum, Debrecen
- Hajdúböszörményi Képtár, Hajdúböszörmény
- Nógrádi Történeti Múzeum, Salgótarján